# 2095
Năm 2095. Trong lịch Gregory, nó sẽ là năm thứ 2095 của Công nguyên hay của Anno Domini; năm thứ 95 của thiên niên kỷ thứ 3 và của thế kỷ 21; và năm thứ sáu của thập niên 2090.